# لیشتنو ایم مولکرایس
لیشتنو ایم مولکرایس (به آلمانی: Lichtenau im Mühlkreis) یک منطقهٔ مسکونی در اتریش است که در ناحیه رورباخ واقع شده‌است. لیشتنو ایم مولکرایس ۱۰ کیلومتر مربع مساحت دارد ۵۵۳ متر بالاتر از سطح دریا واقع شده‌است.